# Tauro Fútbol Club
Le Tauro Futbol Club est un club panaméen de football basé à Panama.

## Histoire
Le 22 septembre 1984, l'homme d'affaires italien Giancarlo Gronchi décide de créer le FC Tauro en prenant le maillot noir et blanc à rayures en hommage à la Juventus. Le club est engagé, jusqu'en 1988, dans le championnat de la Ligue Distritorial de football du Panama et dans la ligue ADECOPA, un championnat/tournoi regroupant des équipes de joueurs expatriés de divers pays.
Les dirigeants du Tauro FC créent, le 13 janvier 1988, avec 6 autres clubs le National Pro Football Association (ANAPROF) et mettent en place un championnat de la ligue.
Le football professionnel n'existant pas au Panama, ce nouveau tournoi interne s'avère être la rampe de lancement pour la professionnalisation du football au Panama durant les deux décennies suivantes. Le football panaméens devient alors l'un des ténors de l'Amérique centrale.
Le Tauro FC  s'impose rapidement comme l'équipe à battre dans le nouveau championnat. Le premier but du nouveau championnat est marqué par Carlos Maldonado, attaquant du Tauro FC, contre le CD Plaza Amador qui remportera toutefois le premier titre.
Le Tauro FC remporte son 1er titre en 1989, avec l'entraîneur uruguayen Miguel Mansilla qui restera en place durant 20 ans.
En 1991, le Tauro FC remporte son 2e titre mais doit attendre 1997 pour remporter son 3e titre contre l'AFC Euro Kickers. En 1998, 2000, 2003, 2007, 2010 et 2012 le club est de nouveau champion du Panama.

## Palmarès
| Compétitions nationales | Compétitions internationales                                                            |
| - Championnat du Panama (16) - Champion : 1989, 1991, 1997, 1998, 2000, 2003 (A), 2003 (C), 2006 (C), 2007 (A), 2010 (A), 2012 (C), 2013 (A), 2017 (C), 2018 (A), 2019 (A), 2021 (C) - Vice-champion : 1990, 1995, 1999, 2001, 2008 (A), 2008 (C), 2009 (A II), 2018 (C) | - Ligue des champions de la CONCACAF : - Meilleure performance : Quart de finale (2018) |

## Joueurs emblématiques
- Luis Moreno (2001-2004, 2006-2007 et 2008-2010)
- Carlos Rodríguez (2011-2012)